# 태음월

달 애니메이션

태음력에서 태음월(太陰月)은 2개의 연이은 삭망(신월과 보름달) 사이의 시간을 말한다.

## 항성월
달이 지구 주위를 도는 주기를 항성월이라고 한다. 항성월은 천구상에 세차나 장동을 받지 않는 고정 춘분점을 상정하여 어떤 황경을 통과하여 다시 그 황경에 돌아올 때까지의 평균 시간이다. 1항성월의 평균 길이는 27.321662일로, 이것은 신월에서 신월, 또는 만월에서 만월까지의 한 달의 길이와는 다르다.

## 삭망월
항성월에 대해 신월에서 신월, 또는 만월에서 만월까지의 평균 시간을 삭망월이라고 한다. 1삭망월은 29.530589일이다. 이처럼 항성월과 삭망월의 길이가 다른 것은 지구와 달의 운동을 생각해 보면 알 수 있다.

## 같이 보기
- 태음태양력
- 중국력
- 히브리력
- 바빌로니아력
- 힌두력
- 이슬람력